# Charles Robert Ashbee
Charles Robert Ashbee (Isleworth, 17 maggio 1863 – Londra, 23 maggio 1942) è stato un architetto, designer e decoratore britannico.

## Biografia

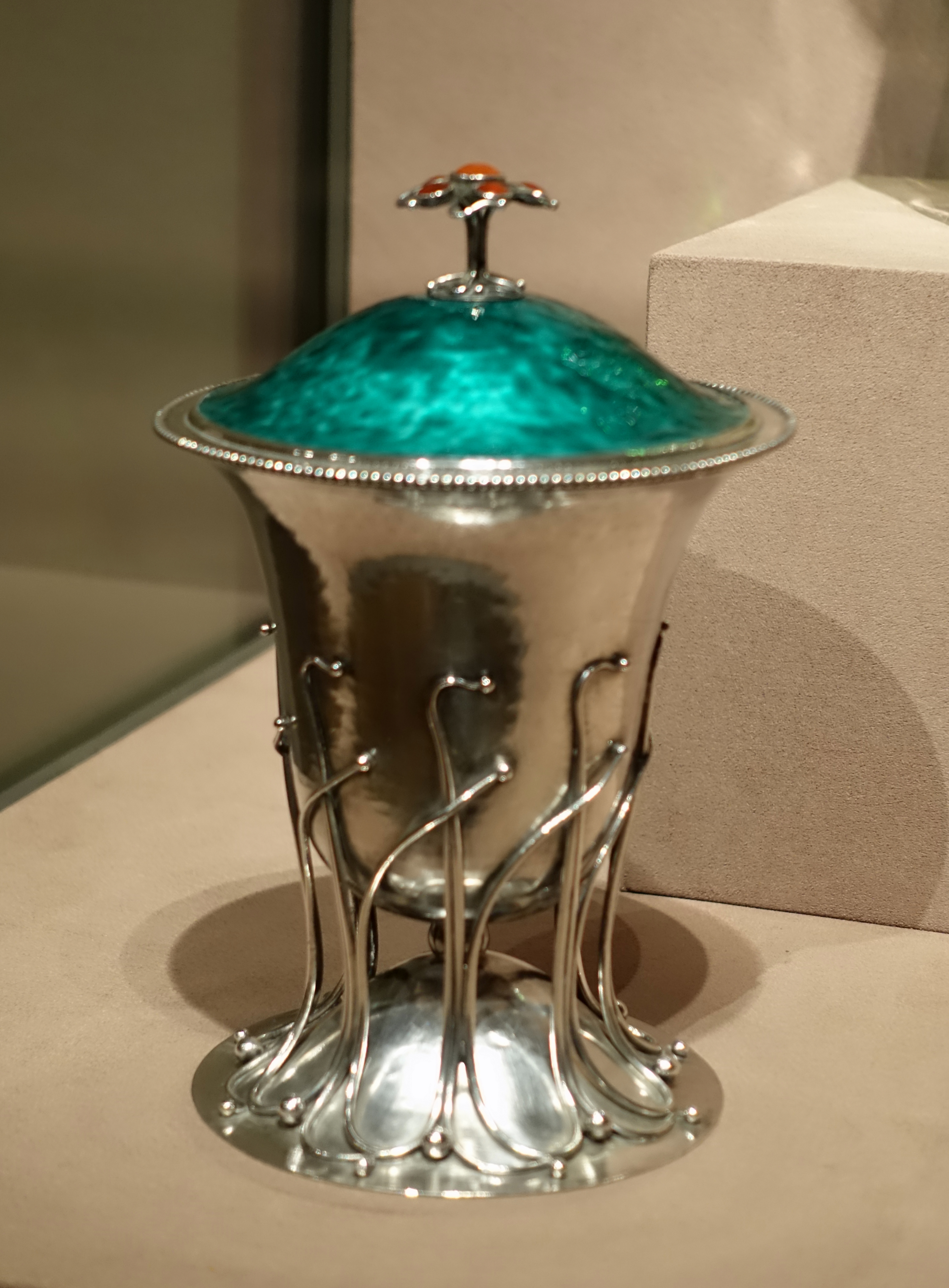
Coppa sportiva, 1899

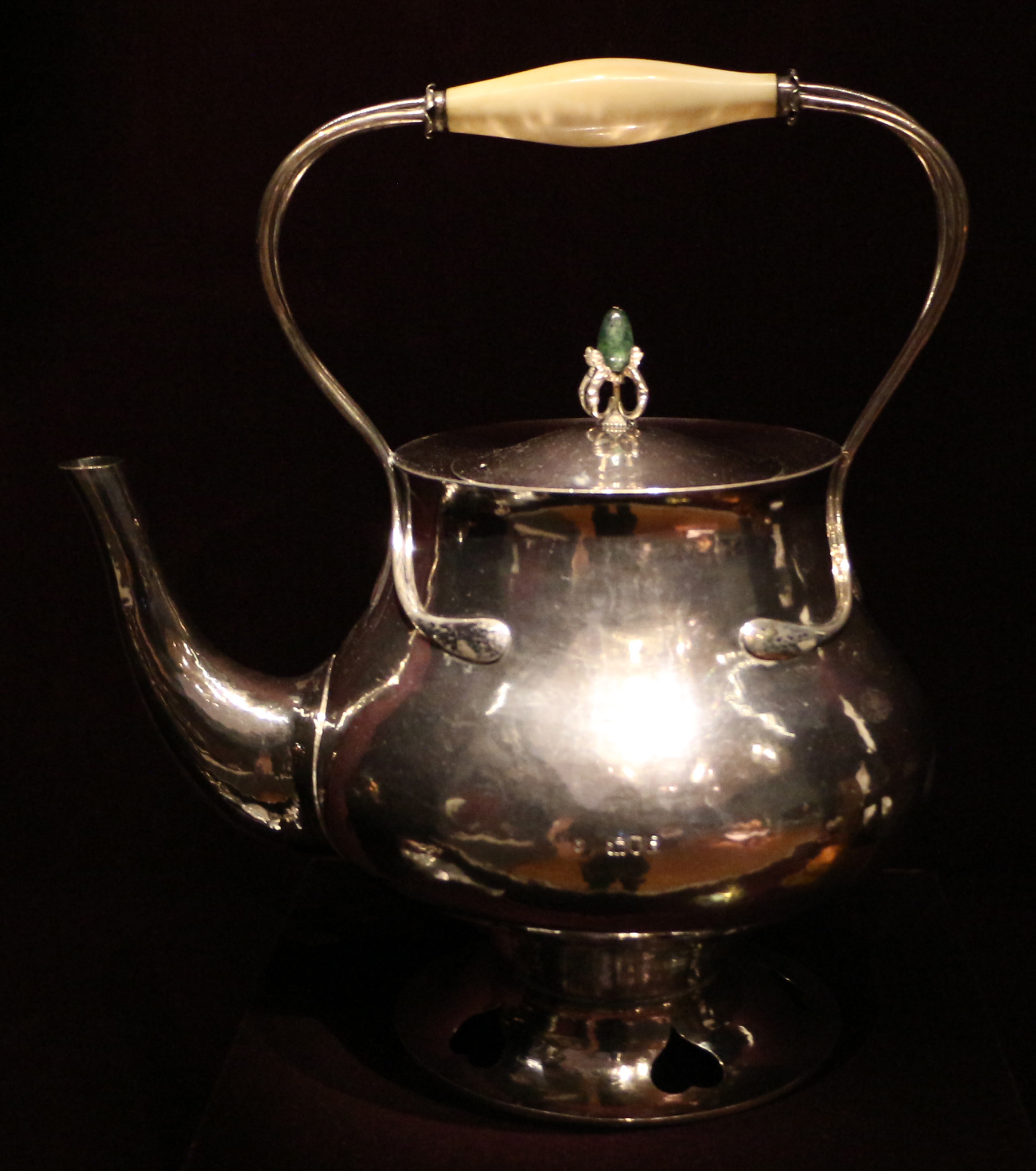
Teiera, argento, avorio e crisoprazio, 1900

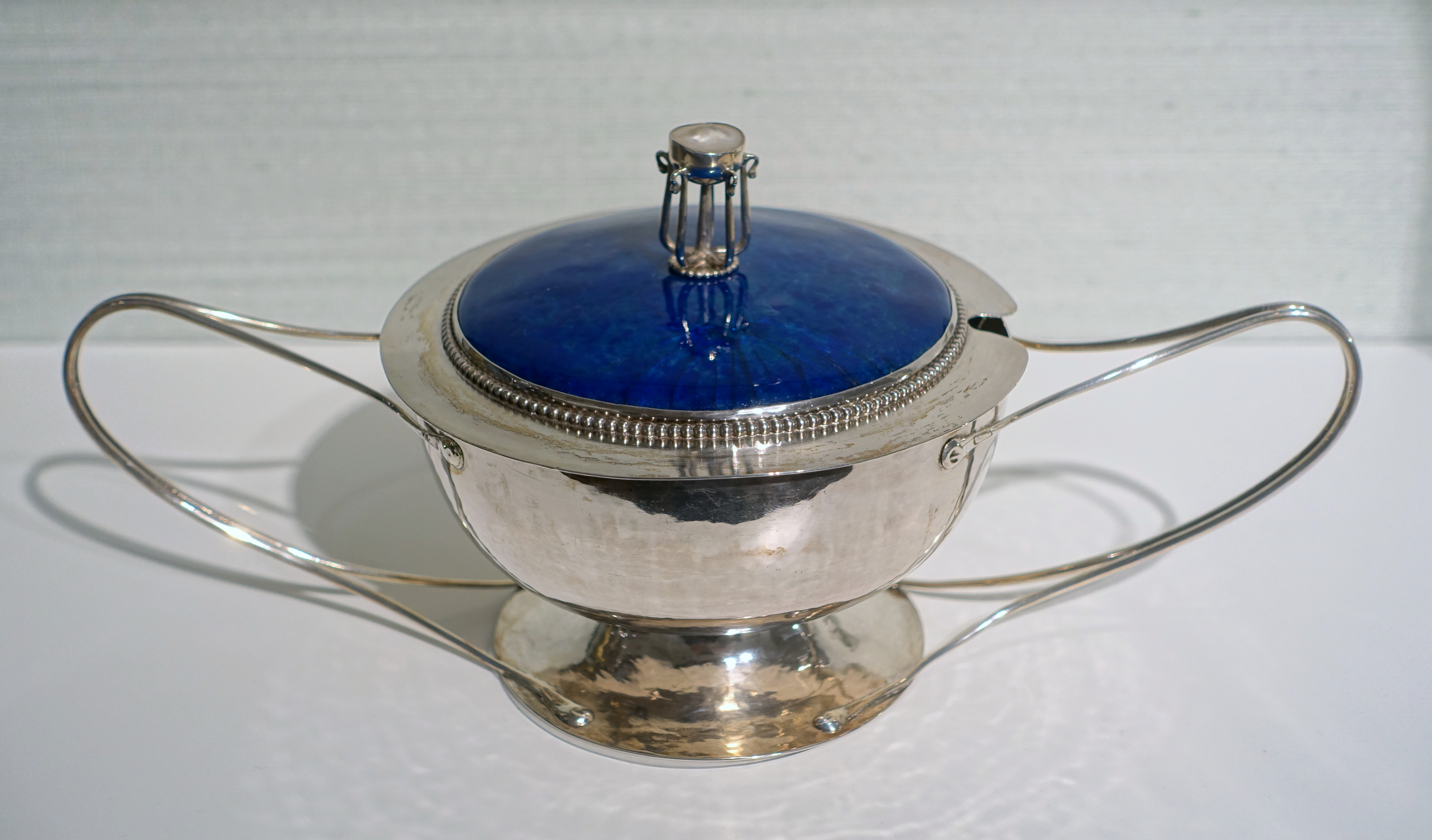
Ciotola coperta, argento, smalto, madreperla, 1900

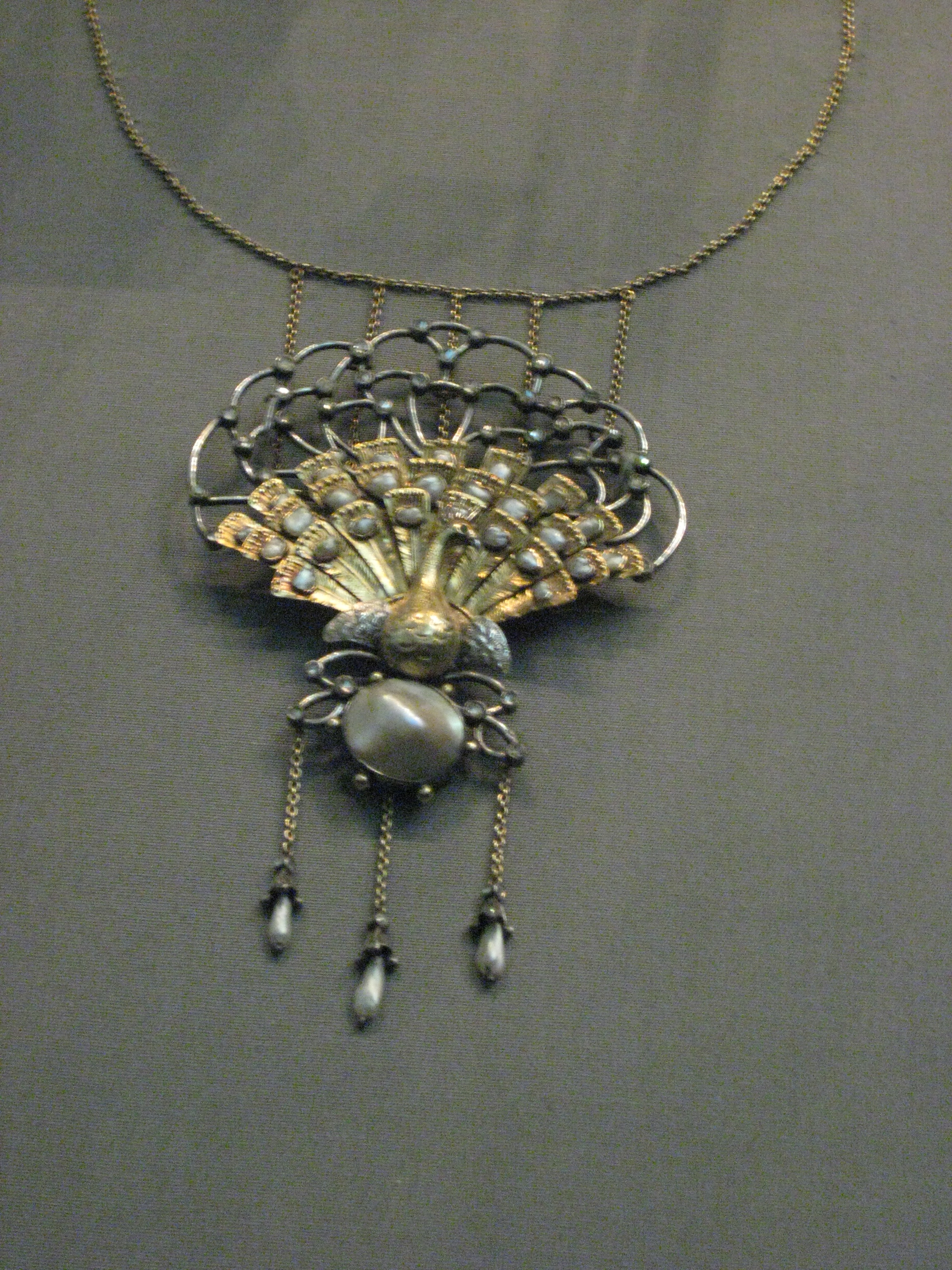
Collana, 1901

Dopo aver studiato al Wellington College e al King's College di Cambridge, e mentre era attivamente coinvolto nel lavoro sociale di Toynbee Hall, Ashbee fu presentato all'architetto George Frederick Bodley.
Nel 1887 Ashbee fondò la Guild School of Handicraft e fu assieme a William Morris tra i fondatori del movimento Arts and Crafts, per la rivalutazione dell'artigianato contro gli effetti negativi della rivoluzione industriale sull'arte, sulla casa e sugli oggetti per la casa.
Ashbee criticò la macchina e l'organizzazione industriale occupandosi quindi di arte applicata e specialmente di mobili, smalti e vetrate.
La Gilda dell'artigianato fondata da Ashbee nel 1887, per l'insegnamento e l'esercizio della arti applicate, produsse notevoli opere d'arte decorativa, spesso derivate dai suoi disegni, in particolare in argento, gioielli, e mobili. La gilda ebbe successo e diffusione agli inizi del XX secolo e, sebbene fosse stata sciolta nel 1908, lasciò un segno permanente nel design moderno. 
Dopo la chiusura della gilda, Ashbee si dedicò prevalentemente all'architettura.
Nel 1900, durante un viaggio a Chicago, Ashbee conobbe Frank Lloyd Wright, di cui fu uno tra i primi a riconoscere l'importanza della sua lezione e, quando i lavori eseguiti da Wright furono pubblicati in Germania (1911), la prefazione al libro fu scritta da Ashbee.
Nel 1904 collaborò con la School of Arts and Crafts, che continuò i suoi lavori fino allo scoppio della prima guerra mondiale.
Successivamente Ashbee cambiò parzialmente giudizio sulle macchine, sostenendo che potevano essere benefiche se controllate dall'uomo.

Nel 1911 Ashbee scrisse: 
(Charles Robert Ashbee, 1911)
Durante gli anni della guerra tenne conferenze all'Università del Cairo sulla letteratura inglese. Dal 1918 al 1922 consigliò l'amministrazione della Palestina sugli affari civici e la conservazione di edifici e monumenti.
Successivamente tornò in Inghilterra, vivendo il resto della sua vita a Godden Green, nei pressi di Sevenoaks, nel Kent.
Ashbee diresse anche l'Essex Press e la Society for the Preservation of Ancient Buildings.
Fondò il progetto editoriale Survey of London, una serie di volumi dedicati all'analisi del tessuto urbano di Londra, tuttora in corso di redazione.
Come architetto, fu tra i primi a interessarsi dei problemi sociali connessi con l'abitazione (case unifamiliari a Chelsea, Londra, 1894 e 1904).
Dal 1918 al 1922 visse e lavorò a Gerusalemme.